# زكريا سليمان
زكريا سليمان (بالفرنسية: Zakariya Souleymane)‏ (29 ديسمبر 1994 بليون في فرنسا - ) هو لاعب كرة قدم نيجري في مركز الدفاع. شارك مع منتخب النيجر لكرة القدم. أما مع النوادي، فقد لعب مع نادي إيفيان.

## وصلات خارجية
- زكريا سليمان على موقع قاعدة بيانات كرة القدم.إي يو (الإنجليزية)
- زكريا سليمان على موقع ناشيونال فوتبول تيمز (الإنجليزية)
- زكريا سليمان على موقع عالم كرة القدم.نت (الإنجليزية)